# Stadtpark Schützenhof

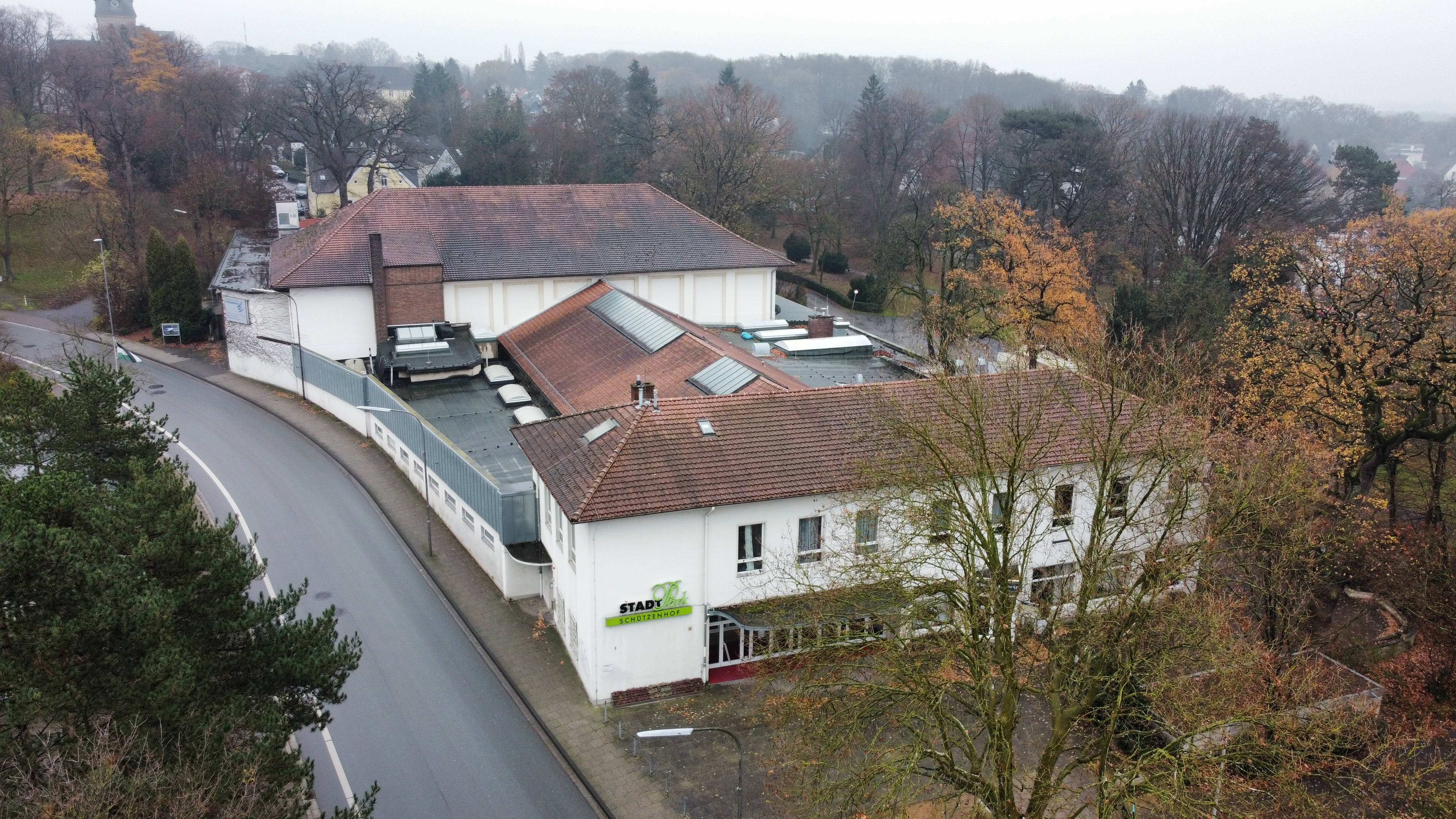
Stadtpark Schützenhof

Der Stadtpark Schützenhof ist der größte Veranstaltungsort in der ostwestfälischen Stadt Herford in Nordrhein-Westfalen. In dem Gebäude des Stadtpark Schützenhofs gibt es ein Café-Restaurant sowie mehrere Räume und Säle für private und öffentliche Feiern, Konzerte, Festveranstaltungen, Vorträge, Kongresse, Verkaufsmessen, Gottesdienste und andere Veranstaltungen. Unter anderem finden im großen Saal die Konzerte der Nordwestdeutschen Philharmonie statt, die ihre Geschäftsstelle und Probenräume in einem Nebentrakt des Stadtpark Schützenhofs hat.

## Lage
Der Stadtpark Schützenhof liegt auf dem Stiftberg, in der Innenstadt von Herford am Fuß des Luttenbergs an der Stiftbergstraße 2. Das Gelände gehört zur Neustädter Feldmark. Nach Süden hin schließt sich der Schützenhofpark an, der zusammen mit dem Luttenberg eine zusammenhängende Grünanlage bildet. An dem am Rand des Parks verlaufenden Pagenmarkt wurde in den 1870er bis 1880er Jahren die Herforder Vision ausgerichtet.

## Gebäude und Räumlichkeiten
Im Stadtpark Schützenhof gibt es einen großen Saal mit einer erhöhten Bühne für Aufführungen. Der Saal ist ohne feste Einrichtung, so dass er unterschiedlich möbliert werden kann. Bei einer Reihenbestuhlung bietet er Platz für 850 Personen. Es können aber auch Tische in verschiedenen Anordnungen, Buffets oder Messestände aufgestellt werden. Unmöbliert können bis zu 1000 Personen unter anderem an Tanzveranstaltungen oder Stehpartys teilnehmen. Einer der wichtigsten Nutzer ist die Nordwestdeutsche Philharmonie, die ihre Konzerte dort aufführt. Der nebenan liegende kleine Saal für bis zu 200 Personen ist 270 Quadratmeter groß. Er kann separat genutzt werden oder über breite Falttüren mit dem großen Saal verbunden werden. Der Wintergarten für bis zu 90 Gäste liegt zwischen dem großen Saal und der Parkanlage.
Das 180 Quadratmeter große Foyer kann ebenfalls für Veranstaltungen genutzt oder in die Veranstaltungen in den anderen Räumen einbezogen werden. Das Café-Restaurant rechts vom Haupteingang hieß ursprünglich Elisabeth-Café und hat später den Namen Parkstuben erhalten. Es bietet Plätz für 90 Personen und kann auch für geschlossene Gesellschaften gebucht werden. Zum Schützenhofpark hin gibt es eine Außenterrasse. Im Obergeschoss liegt das 110 Quadratmeter große Hansezimmer, in dem ebenfalls 90 Personen Platz finden. Der Keller wird so gut wie nicht genutzt. Unter anderem befindet sich dort eine alte Kegelbahn.
In einem Anbau an der Ostseite befinden sich die Geschäftsstelle und das Studio der Nordwestdeutschen Philharmonie. Auf der gegenüberliegenden Seite der Stiftbergstraße befindet sich der Schießstand der Schützengesellschaft.

## Geschichte
Im Jahr 1859 erwarb die Herforder Schützengesellschaft, die 1832 gegründet worden war, Teile des Langenbergs, um dort ab 1860 einen Schützenhof mit Schießstand, Musikpavillon und Wirtschaftsgebäude zu bauen. Im Deutsch-Französischen Krieg 1870/71 wurde der Schützenhof als Lazarett genutzt. Am 30. Juli 1898 wurde der große Saal eingeweiht.
Im Ersten Weltkrieg gab es ab August 1914 in Herford mehrere Lazarette in Waisenhäusern, Krankenhäusern und auch im Schützenhof, wo bis zu 250 Verwundete untergebracht waren. Erst Anfang 1919 bekam die Schützengesellschaft das Gebäude in einem desolaten Zustand zurück, so dass es saniert werden musste. 1932 wurde der Schießstand ausgebaut und 1936 das Elisabeth-Café eingeweiht, das in den folgenden Jahren zu einem Ausflugslokal wurde. Im Zweiten Weltkrieg wurden ab 1939 Wehrmachtssoldaten im Schützenhof einquartiert.
Der Stadtpark Schützenhof wurde während des Nationalsozialismus für zahlreiche regimenahe Veranstaltungen genutzt. Die „NS-Hago“ veranstaltete eine „Deutsche Messe“ im Schützenhof vom 16. bis 23. September 1933 von der jüdische Handwerker und Unternehmer ausgeschlossen waren.
Auch fand am 22. März 1942 im Stadtpark Schützenhof die Verpflichtungsfeier der Hitler-Jugend statt. Am 22. November 1942 fand in der Schützenhalle die zweite Feierstunde der NSDAP statt.
Ebenfalls 1942 wurde die Stadtgarten und Schützenhof GmbH nach längeren Verhandlungen mit der Schützengesellschaft gegründet, da es damals die einzige Einrichtung in Herford war, in welche größere Gemeinschaftsveranstaltungen der Bevölkerung durchgeführt werden konnten, so die damalige Begründung im Stadtrat. Die Stadt übernahm dabei 51 Prozent der Anteile und die Schützengesellschaft den Rest mit 49 Prozent.
Nach der Übernahme der Stadt durch die Amerikanischen Streitkräfte Anfang April 1945 wurde auch der Schützenhof beschlagnahmt und das Archiv und die Fahnen der Schützengesellschaft vernichtet. Das Vermögen wurde eingezogen und der Verein aufgelöst. Im Dezember 1948 wurde die Beschlagnahme des Schützenhofs aufgehoben, so dass 1949 wieder ein Schützenfest veranstaltet werden konnte. Das Vermögen wurde 1952 freigegeben.
Von 1950 bis 1961 wurde der kleine Saal als provisorisches Theater genutzt. 1959 wurde der Schützenhof umgestaltet und das Elisabeth-Café wieder aufgebaut.
Anfang 1964 begann die Herforder Beatgruppe Jaguars damit, im Schützenhof Konzertnachmittage zu organisieren. Ende des Jahres traten zusätzlich weitere Gruppen auf. Im Januar 1965 wurde für diese Veranstaltungen zum ersten Mal der Name Jaguar-Club verwendet. Als sich die Jaguars auflösten und der Pachtvertrag im Schützenhof gekündigt wurde, wurde am 20. Januar 1966 der Jaguar-Club im ehemaligen Kino Scala an der Mindener Straße eröffnet.
In der folgenden Zeit wurde der Schützenhof in Stadtpark Schützenhof umbenannt.
1965, 1999 und 2019 wurde im Schützenhof und in der gesamten Stadt Herford der Westfälische Schützentag ausgerichtet. 1973 fand dort der Deutsche Schützentag statt.
In den Jahren 1980 und 1995 sowie von 2005 bis 2007 wurde Teile des Gebäudes saniert.
Seit 2021 gibt es Pläne seitens der Stadt Herford, den Stadtpark Schützenhof aus Kostengründen abreißen zu lassen. Die Schützengesellschaft weigerte sich allerdings, ihren Anteil zu verkaufen und forderte dagegen im April 2022 von der Stadt unter Berufung auf den Gesellschaftsvertrag, das Gebäude auszubauen.

## Organisation
Der Stadtpark Schützenhof, von der Stadtverwaltung auch Stadtgarten Schützenhof genannt, wird von der Herforder Stadtgarten- und Schützenhof GmbH (HSS) betrieben. Sie verfolgt den Zweck, den Herfordern sowie auswärtigen Besuchern attraktive Konzert- und Veranstaltungsräume zur Verfügung zu stellen. Die Gesellschaft verpachtet dafür den Stadtgarten Schützenhof (Stadthalle Herford) an einen Pächter, der die Vermietung der Veranstaltungsräume koordiniert. Darüber hinaus überlässt sie der Schützengesellschaft zu Herford von 1832 e.V. Teile der Außenanlagen zur Nutzung und macht Teile des Schützenparks als Grün- und Erholungsflächen für die Bevölkerung unentgeltlich zugänglich.
An der Herforder Stadtgarten- und Schützenhof GmbH (HSS) sind die Herforder Versorgungs- und Verkehrs-Beteiligungs-GmbH (HVV) zu 72,5 Prozent und die Schützengesellschaft zu Herford von 1832 e. V. zu 27,5 Prozent beteiligt.